# Julie Ordon
Julie Ordon (Ginevra, 27 giugno 1984) è una modella svizzera.

## Biografia
Nata in Svizzera, ha tre sorelle Joelle, Valerie e Laila. Da sempre spinta verso la carriera di modella, ha avuto alcune difficoltà essendo considerata leggermente troppo bassa per tale lavoro.
Nonostante tale deficit in altezza, nel 2000 vince un concorso di Victoria's Secret.

### Filmografia
Conosciuta in italia principalmente per lo spot di Chanel (campagna pubblicitaria, Chanel Rouge Allure), ha anche recitato in alcuni film. Ha cominciato la carriera cinematografica nel 2002 con Novela, ma la svolta decisiva è con Inquiétudes (2003), per la regia di Gilles Bourdos. La vicenda narra di due giovani con problematiche molto complesse, che si incontrano, ma i risvolti saranno drammatici.
Nel 2004 avrà una parte nel film indie Point and Shoot, a cui seguirà una comparsa nel film del 2008 con Daniel Craig Flashbacks of a Fool.
Nel 2008 Julie Ordon ha partecipato alle riprese di un altro film: Catwalk, film diretto da Anthony Hickox.

### Carriera come modella
È soprannominata "camaleonte" per la sua capacità di cambiare integralmente il suo look in ogni servizio fotografico.
Ha lavorato per diverse campagne pubblicitarie tra le quali: Narta, un deodorante venduto in Francia, e Chanel.

La pubblicità per Chanel (per la regia di Bettina Rheims), dove  viene ripresa una scena de Il disprezzo (1963), film con Brigitte Bardot, ha destato molto scalpore, tanto che in Canada è stato censurato: la modella si trova su un letto, priva di ogni indumento, in tutta la sua sensualità, e sussurra ad un uomo che viene visto solo in parte: 
 sempre in ripresa del film sopracitato e con l'originale sottofondo musicale dello stesso; Thème de Camille di Georges Delerue.
È apparsa nelle campagne pubblicitarie di molte marche prestigiose, fra cui L'Oreal, DeBeers, Victoria's Secret, Ralph Lauren e Guess?, ed ha inoltre posato per un servizio di Playboy nel dicembre del 2007, per l'edizione francese della rivista. Inoltre è comparsa molte volte sulla copertina di Elle.

## Filmografia parziale
- Flashbacks of a Fool, regia di Baillie Walsh (2008)
- Henry's Crime, regia di Malcolm Venville (2010)
- Colpo d'amore, regia di Joel Hopkins (2013)
- No limit – serie TV, 7 episodi (2015)